# Henryk Greniewski
Henryk Greniewski (né le 11 octobre 1903 à Varsovie, décédé le 23 avril 1972 à Pékin) est un mathématicien, logicien et informaticien polonais (il se disait cybernéticien).

## Parcours
Lors de ses études, il est l'élève du professeur Leon Chwistek (1884-1944).
À partir de 1948, il dirige à l'Institut national de mathématiques (à partir de 1952, IM PAN) le Groupe des appareils mathématiques - la première institution scientifique polonaise spécialisée dans les ordinateurs. Il est également professeur à l'École pédagogique d'État (1951-1958). Entre 1958 et 1968, il est professeur à l'Université de Varsovie, où il dirige le département d'économétrie.
Entre 1958 et 1961, il popularise la cybernétique et dirige des séminaires sur ce sujet au Département de cybernétique de l'Institut de philosophie et de sociologie de l'Académie polonaise des sciences . Il est l'initiateur de la création de la Société Cybernétique Polonaise en mai 1962 et son premier secrétaire. Dans le cadre de la cybernétique, il crée, entre autres la théorie des systèmes relativement isolés. En 1965, il reçoit le prix « Problèmes » pour ses réalisations dans le domaine de la vulgarisation scientifique.
Il forme plusieurs générations d’informaticiens et d’ingénieurs. Il meurt en 1972 et est enterré au cimetière Powązki à Varsovie (parcelle 198, rangée 4, tombe 6).
Il appartenait au Parti ouvrier unifié polonais.
Sa mère Natalia Greniewska, est poète et députée polonaise.

## Publications majeures
- Éléments de logique formelle (1955).
- Éléments de la logique de l'induction (1955).
- Éléments de cybernétique présentés de manière non mathématique, PWN, Varsovie 1959.
- Greniewski H. , Kempisty M. , La cybernétique vue à vol d'oiseau . Éd. KiW, Varsovie 1959.
- Henryck [sic] Greniewski, “Logique et Cybernétique de La Planification.” Cahiers Du Séminaire d’Économétrie, no. 6, 1962, pp. 115–59 -
- Cybernétique sans mathématique, Paris, Gauthier-Villart, 1965, trad. de l'anglais par J. Wittingham